# Hans-Georg Maaßen
Hans-Georg Maaßen (* 24. listopadu 1962, Mönchengladbach) je německý právník, úředník a politik. Od roku 2012 až do nuceného odchodu do dočasného důchodu v roce 2018 byl předsedou (prezidentem) Spolkového úřadu pro ochranu ústavy. O tom rozhodl spolkový ministr vnitra Horst Seehofer.
Je nadále členem Křesťanskodemokratické unie Německa (CDU). Působí jako předseda spolku WerteUnion, který sdružuje konzervativní členy CDU, není však její oficiální součástí. Na začátku roku 2024 bylo rozhodnuto, že tento spolek bude přetvořen v samostatnou politickou stranu.